# Heart's Horizon
Heart's Horizon è un album del cantante statunitense Al Jarreau, pubblicato dalla Warner Bros., nel 1988.

## Tracce
1. All or Nothing at All – 3:57
2. So Good – 4:35
3. All of My Love – 4:37
4. Pleasure over Pain – 5:18
5. Yo' Jeans – 1:45
6. Way to Your Heart – 4:42
7. One Way – 4:39
8. 10K Hi – 3:43
9. I Must Have Been a Fool – 4:09
10. More Love – 3:33
11. Killer Love – 4:29
12. Heart's Horizon – 4:40